# Памятник морякам Азовской военной флотилии (Бердянск)
Памятник морякам Азовской военной флотилии — памятник в городе Бердянске Запорожской области Украины.
Установлен в мае 1975 года в районе Бердянского морского порта.

## История
В годы Великой Отечественной войны, с 7 октября 1941 по 17 сентября 1943 года, город Осипенко (ныне – Бердянск) находился под немецкой оккупацией. С целью освобождения города, 17 сентября 1943 года, моряки Азовской военной флотилии высадили в районе Осипенко морской десант. Действуя на мелкотоннажных кораблях по побережью Азовского моря, вдоль оккупированной врагом территории, моряки Азовской военной флотилии оказывали огневую поддержку основным силам, тем самым способствовали освобождению города.
В операциях по освобождению города были задействованы 369-й и 384-й отдельные батальоны морской пехоты, 1-й гвардейский дивизион бронекатеров отдельного отряда кораблей Азовской военной флотилии. Командовал флотилией 33-летний контр-адмирал С. Г. Горшков, впоследствии дважды Герой Советского Союза, главком ВМФ СССР.
Благодаря его содействию, в память о подвигах моряков, в Бердянске, на железобетонный постамент был установлен подлинный торпедный катер проекта 123-К типа «Комсомолец, получивший название «Зоркий».
Официальное открытие монумента состоялось 9 мая 1975 года и было приурочено к тридцатилетию окончания Великой Отечественной войны.
В 2015 году, ко Дню города Бердянска, была проведена капитальная реконструкция памятника.
В ходе ремонтных работ было снято шестнадцать слоёв краски, ликвидирована ржавчина, заштопан корпус, полностью заменены мачты, реконструирован постамент, всё покрашено. Кроме того, памятник оснащён освещением. «Торпедный катер» с ходовыми огнями и трехсторонней подсветкой, ограждённый символическим забором из цепей и украшенный газоном с клумбами, стал одним из главных украшений города.

## Описание
Памятник расположен в историческом центре города, рядом с морским портом, в сквере по улице Горького.
Представляет собой подлинный торпедный катер «Зоркий» типа «Комсомолец», установленный на высокий железобетонный постамент. На катерах этого типа сражались моряки Азовской военной флотилии.
На постаменте закреплена аннотационная доска с надписью: «Сооружён в честь 30-летия Великой Победы, при активном содействии главкома ВМФ Союза ССР Горшкова С. Г., в память о подвигах моряков Азовской военной флотилии. 9 мая 1975 г.».
В 2009 году, усилиями общественности города, ветеранов ВМФ СССР и при активной помощи Всеукраинского Союза писателей-маринистов на постаменте катера появилась мемориальная доска в честь главкома ВМФ Сергея Горшкова.

## Проезд
Памятник расположен на улице Горького. С железнодорожного вокзала до него можно добраться автобусами: №4/3, №20, №21. С автовокзала – маршрутными такси: №4/1, №4/3, №20.